# Cour constitutionnelle de Bosnie-Herzégovine
 (mai 2024).
La mise en forme du texte ne suit pas les recommandations de Wikipédia : il faut le « wikifier ».
Les points d'amélioration suivants sont les cas les plus fréquents. Le détail des points à revoir est peut-être précisé sur la page de discussion.
- Les titres sont pré-formatés par le logiciel. Ils ne sont ni en capitales, ni en gras.
- Le texte ne doit pas être écrit en capitales (les noms de famille non plus), ni en gras, ni en italique, ni en « petit »…
- Le gras n'est utilisé que pour surligner le titre de l'article dans l'introduction, une seule fois.
- L'italique est rarement utilisé : mots en langue étrangère, titres d'œuvres, noms de bateaux, etc.
- Les citations ne sont pas en italique mais en corps de texte normal. Elles sont entourées par des guillemets français : « et ».
- Les listes à puces sont à éviter, des paragraphes rédigés étant largement préférés. Les tableaux sont à réserver à la présentation de données structurées (résultats, etc.).
- Les appels de note de bas de page (petits chiffres en exposant, introduits par l'outil «  Source ») sont à placer entre la fin de phrase et le point final[comme ça].
- Les liens internes (vers d'autres articles de Wikipédia) sont à choisir avec parcimonie. Créez des liens vers des articles approfondissant le sujet. Les termes génériques sans rapport avec le sujet sont à éviter, ainsi que les répétitions de liens vers un même terme.
- Les liens externes sont à placer uniquement dans une section « Liens externes », à la fin de l'article. Ces liens sont à choisir avec parcimonie suivant les règles définies. Si un lien sert de source à l'article, son insertion dans le texte est à faire par les notes de bas de page.
- La présentation des références doit suivre les conventions bibliographiques. Il est recommandé d'utiliser les modèles {{Ouvrage}}, {{Chapitre}}, {{Article}}, {{Lien web}} et/ou {{Bibliographie}}. Le mode d'édition visuel peut mettre en forme automatiquement les références.
- Insérer une infobox (cadre d'informations à droite) n'est pas obligatoire pour parachever la mise en page.

Pour une aide détaillée, merci de consulter Aide:Wikification.
Si vous pensez que ces points ont été résolus, vous pouvez retirer ce bandeau et améliorer la mise en forme d'un autre article.
Pour les articles homonymes, voir Cour constitutionnelle.
La Cour constitutionnelle de Bosnie-Herzégovine (Serbo-croate : Ustavni sud Bosne i Hercegovine, Уставни суд Босне и Херцеговине) est la juridiction bosnienne chargée d'interpréter et de garder la Constitution de Bosnie-Herzégovine. Elle a la compétence d'appel sur les questions découlant d'une décision de tout autre juridiction du pays, y compris celles des cours constitutionnelles des deux entités fédérés et de la Cour de Bosnie-Herzégovine.

## Histoire
La Bosnie-Herzégovine offre un exemple rare de pays en transition depuis un système socialiste qui a néanmoins compté une cour constitutionnelle dans son histoire. En effet, l'ex-Yougoslavie était le seul pays qui disposait déjà d'un système de cours constitutionnelles sous le régime socialiste. La première Cour constitutionnelle de l’ex-Yougoslavie a été créée dès 1963, au niveau fédéral. Cette date a coïncidé avec le point de départ de l'histoire d'une cour constitutionnelle en Bosnie-Herzégovine, alors entités fédérée de l'ex-Yougoslavie, puisque conformément à la structure fédérale de cet État, il existait non seulement une Cour constitutionnelle au niveau fédéral, mais avant la dissolution de l'ex-Yougoslavie, les six républiques et même les deux provinces autonomes – le Kosovo et la Voïvodine – disposaient également de leur propre Cour constitutionnelle.
La Cour constitutionnelle de Bosnie-Herzégovine a été créée pour la première fois le 15 février 1964, conformément à la Constitution de 1963. Son existence a été confirmée dans la Constitution de 1974. La compétence de cette Cour constitutionnelle consistait essentiellement en un contrôle normatif abstrait, c'est-à-dire qu'elle rendait des décisions sur la conformité des lois (des entités fédérées) avec la Constitution fédérale, ainsi que sur la constitutionnalité et la légalité d'autres réglementations et acte de portée général pris par les autorités fédérales. Elle était également appelée à résoudre les différends entre les républiques fédérées et d'autres entités politiques et administratives, notamment les conflits de compétence entre les tribunaux ou les autres organes de ces entités. La « loi sur la Cour constitutionnelle » réglemente les questions concernant l'organisation, la compétence et les procédures devant cette Cour constitutionnelle.
Le rôle et la compétence de la Cour constitutionnelle ont été redéfinis dans l'accord de paix de Dayton (Annexe IV – Constitution de Bosnie-Herzégovine, Article VI).

## Compétence
En général, la compétence de la Cour constitutionnelle est définie aux articles VI.3 et IV.3 de la Constitution bosnienne. Dans le cadre de son devoir premier de « faire respecter » la Constitution de Bosnie-Herzégovine, elle exerce cinq types de forme de juridiction. La procédure à suivre et le type de décision à rendre dépendent du type concerné et de la nature de l'affaire.
Pour l'essentiel, la distinction entre ces différents types de juridiction s'apprécie à la mesure dans laquelle la Cour constitutionnelle, outre sa mission classique de contrôle de la constitutionnalité, entretient également, dans certains types de litiges, une relation plus directe avec l'autorité judiciaire ou législative concernée.

### Litiges nés d’un conflit de juridiction et contrôle abstrait de constitutionnalité

#### Litiges découlant d'un conflit de compétence
La Cour constitutionnelle a une compétence exclusive pour trancher tout différend de nature constitutionnelle entre les entités fédérées ou entre la Bosnie-Herzégovine et une ou plusieurs entités fédérées, ou entre les institutions fédérales de la Bosnie-Herzégovine elles-mêmes. En effet, la Cour doit trancher les conflits de compétence positifs ou négatifs, ou tout autre différend pouvant surgir dans le cadre des relations entre l'État fédéral et l'entité ou les institutions de Bosnie-Herzégovine.

#### Contrôle de constitutionnalité des lois
La Cour constitutionnelle est compétente pour déterminer si une disposition de la constitution d'une entité fédérée ou d'une loi de ces entités est en conformité avec la Constitution fédérale de la Bosnie-Herzégovine.
Bien que la Constitution de Bosnie-Herzégovine se concentre explicitement uniquement sur les « dispositions du droit d'une entité », ce contrôle s'étend également aux lois fédérales de la Bosnie-Herzégovine, conformément à la mission générale de la Cour de faire respecter la Constitution de Bosnie-Herzégovine.
Dans des cas particuliers, la Cour est également compétente pour examiner si la décision d'une entité fédérée d'établir une relation parallèle spéciale avec un État voisin est conforme à la Constitution, y compris au regard des dispositions concernant la souveraineté et l'intégrité territoriale de la Bosnie-Herzégovine.

#### Modalités de saisine
Dans les deux cas présentés ci-dessus, en vertu de la Constitution, les litiges ne peuvent être soumis que par les parties autorisées suivantes : un membre du collège de la présidence de la Bosnie-Herzégovine, le président du Conseil des ministres, le président ou un vice-président de l'une ou l'autre des chambres de l'Assemblée parlementaire (le Parlement bicaméral bosnien), un quart des membres de l'une ou l'autre des chambres de cette assemblée, ou un quart de l'une ou l'autre des chambres d'une législature d'une entité fédérée.

### Compétence d'appel
La compétence d'appel de la Cour constitutionnelle est prévue par la Constitution bosnienne qui dispose que la Cour constitutionnelle « a compétence d'appel sur les questions relevant de la présente Constitution découlant d'un jugement de tout autre tribunal de Bosnie-Herzégovine ».
Par conséquent, la Cour constitutionnelle est la plus haute juridiction du pays. Cela confirme son rôle de garde-fou institutionnel spécial pour la protection des droits et libertés consacrés par la Constitution.
Cette disposition est appliquée par le biais du règlement de la Cour constitutionnelle, de sorte que la Cour, si elle estime un recours fondé, peut agir de deux manières : la Cour peut agir comme juge de pleine juridiction et elle peut statuer tant sur le droit que sur le fond de l'affaire (véritable appel), ou elle peut se borner à annuler la décision attaquée en se fondant davantage sur le seul droit et renvoyer l'affaire devant la juridiction qui avait rendu la décision pour une nouvelle procédure (plus proche de la cassation). La juridiction dont la décision a été annulée est tenu de prendre une autre décision dans le cadre d'une procédure accélérée et, ce faisant, est lié par l'avis juridique de la Cour constitutionnelle concernant la violation des droits et des libertés fondamentales des demandeurs garantis par la Constitution.
Les justiciables qui estiment que le jugement ou toute autre décision d'une juridiction viole leurs droits ont la possibilité de saisir la Cour constitutionnelle après que tous les recours légaux ont été épuisés. Cette dernière examine également à cette occasion l'efficacité des solutions juridiques possibles.

### Renvoi d'une question par d'autres juridictions
La Cour constitutionnelle est compétente pour connaître des questions soumises par toute juridiction au sein du pays, concernant la compatibilité d'une loi – dont dépend la validité de sa décision –, avec la Constitution fédérale, avec la Convention européenne des droits de l'homme et ses protocoles, ou avec les lois fédérale de la Bosnie-Herzégovine, ou encore concernant l'existence ou la portée d'une règle générale du droit international public.
Dans la plupart des cas, la Cour constitutionnelle peut confirmer la loi dont dépend la décision de la juridiction inférieure, ou la déclarer invalide. Cette juridiction est tenue de procéder conformément à l'avis de la Cour constitutionnelle.

### Déblocage de l'Assemblée parlementaire
La compétence de la Cour constitutionnelle en cas de « blocage » des travaux de la Chambre des peuples, la chambre haute de l'Assemblée parlementaire de la Bosnie-Herzégovine lorsqu'est soulé le caractère potentiellement destructeur pour les intérêts vitaux des peuples constitutifs représente à bien des égards un domaine typique de activité de la Cour constitutionnelle, à l'« interface » étroite entre les autorités « judiciaires » et « législatives ».
La Cour constitutionnelle résout ici un litige dans lequel une décision proposée par l'Assemblée parlementaire, selon l'avis de la majorité des délégués représentant l'un des trois peuples constitutifs (bosniaques, croates et serbes) de la Chambre des Peuples, est considérée comme destructrice pour l'intérêt vital du peuple constitutif qu'ils représente, alors que dans le même temps tous les « moyens parlementaires » pour résoudre cette difficulté au sein de la Chambre des Peuples ont été épuisés.

## Composition de la Cour
La Cour constitutionnelle est composée de neuf juges, dont quatre sont choisis par la Chambre des représentants de la fédération de Bosnie-et-Herzégovine, deux par l'Assemblée nationale de la république serbe de Bosnie et les trois autres membres sont choisis par le président de la Cour européenne des droits de l’homme après consultation de la présidence de Bosnie-Herzégovine (article VI.1.a de la Constitution).
La Constitution dispose également (article VI.1.b) que les juges doivent être « des juristes éminents de haute moralité » et que tout électeur éligible ainsi qualifié peut exercer les fonctions de juge à la Cour constitutionnelle. Les juges choisis par le président de la Cour européenne des droits de l'homme ne peuvent être citoyens de Bosnie-Herzégovine ou d'un État voisin.
Le mandat des juges initialement nommés était de cinq ans et n'était pas renouvelable. Les juges nommés par la suite pouvaient exercer leurs fonctions jusqu'à leurs 70 ans, à moins qu'ils ne démissionnent ou ne soient révoqués pour un motif valable par consensus parmi les autres juges. La Constitution prévoit également que pour les nominations effectuées plus de cinq ans après la nomination initiale des juges, l'Assemblée parlementaire pourra prévoir par la loi une méthode différente de sélection pour les trois juges désignés par le président de la Cour européenne des droits de l'homme, mais une telle possibilité n'a, pour l'heure, pas encore été utilisée.
La Constitution n'exige pas la proportionnalité des « peuples constituants » au sein de la Cour, mais une coutume constitutionnelle s'est développée selon laquelle la Cour devait compter deux juges de chacun des peuples constituants (Bosniaques, Serbes et Croates), en plus des trois juges étrangers désignés par le président de la Cour européenne des droits de l'homme.
Composition actuelle de la Cour : 
- Valerija Galić (2002, présidente 2012-2015, vice-présidente 2015-2022, présidente depuis 2022)[3]
- Miodrag Simović (2003, président 2009-2012, vice-président depuis 2021)
- Mirsad Ćeman (2008, président 2015-2018, vice-président depuis 2018)
- Zlatko M. Knežević (2011, vice-président 2015-2018, président 2018-2021)
- Seada Palavrić (2005, présidente 2008-2009)
- Helen Keller ( Suisse, 2020, vice-présidente depuis 2022)
- Angelika Nussberger ( Allemagne, 2020)
- Ledi Bianku ( Albanie, 2022)

Anciens juges :
- Mato Tadić (2002-2022, président 2003-2006, vice-président 2015-2021, président 2021-2022)
- Hatidža Hadžiosmanović (2002-2008, vice-présidente 2005-2006, présidente 2006-2008)
- Tudor Panțîru ( Roumanie / Moldavie, 2002-2022)
- Margarita Caca-Nikolovska ( Macédoine du Nord, 2011-2020, vice-présidente 2015-2020)
- Giovanni Grasso ( Italie, 2016-2020)
- Constance Grewe ( Allemagne, 2004-2016)
- David Feldman ( Royaume-Uni, 2002-2011)
- Joseph Marko ( Autriche, 1997-2002)
- Louis Favoreu ( France, 1997-2002)

La sélection des juges a suscité des controverses au fil des ans. Puisqu'il n'existe pas d'autres critères ou lignes directrices formelles que celui selon lequel les juges doivent être des « juristes éminents de haute moralité », cela a conduit à une situation dans laquelle il est plus facile de devenir juge à la Cour constitutionnelle fédérale que d'être juge d'une juridiction inférieure, car ce poste comporte plus d’exigences et un processus de vérification spécifique. En outre, l'influence politique joue un grand rôle dans la nomination des juges, c'est pourquoi des personnes ayant une carrière politique très active ont été choisies par les parlements des entités fédérées, comme les juges actuels Seada Palavrić et Mirsad Ćeman (anciens membres de longue date du parti SDA ) ou Krstan Simić. (membre du parti SNSD avant sa désignation). Le juge Krstan Simić a ensuite été démis de ses fonctions par consensus au sein des autres juges, en raison de sa correspondance controversée avec son ancien chef de parti.

## Décisions notables
La décision sur la question des peuples constituants est une affaire historique de la Cour constitutionnelle de Bosnie-Herzégovine, engagée pour évaluer la cohérence de la Constitution de la république serbe de Bosnie (Republika Srpska) et celle de la Constitution de la fédération de Bosnie-et-Herzégovine avec la Constitution fédérale de Bosnie-Herzégovine. Les quatre décisions partielles ont été prises en 2000, par lesquelles de nombreuses dispositions des constitutions des entités ont été déclarés inconstitutionnelles. Cette affaire a eu un grand impact sur la politique en Bosnie-Herzégovine, car il était nécessaire de réaliser de nombreux ajustements dans le pays pour respecter la position de la Cour. Ces décisions ont été rendue à une courte majorité (5 contre 4) en faveur du requérant.
Le nom officiel de cette affaire est U-5/98, mais elle est largement connu sous le nom de « Décision sur la question des peuples constituants » (serbo-croate : Odluka o konstitutivnosti naroda), se référant à l'interprétation que donne la Cour de la signification de l'expression « peuples constituants » utilisée dans le préambule de la Constitution de Bosnie-Herzégovine. La décision a également servi de base à d’autres affaires notables portées devant le tribunal.

## Voir également
- Constitution
- Constitutionnalisme
- Économie constitutionnelle
- Jurisprudence
- Judiciaire
- État de droit